# Johannes Reitmeier

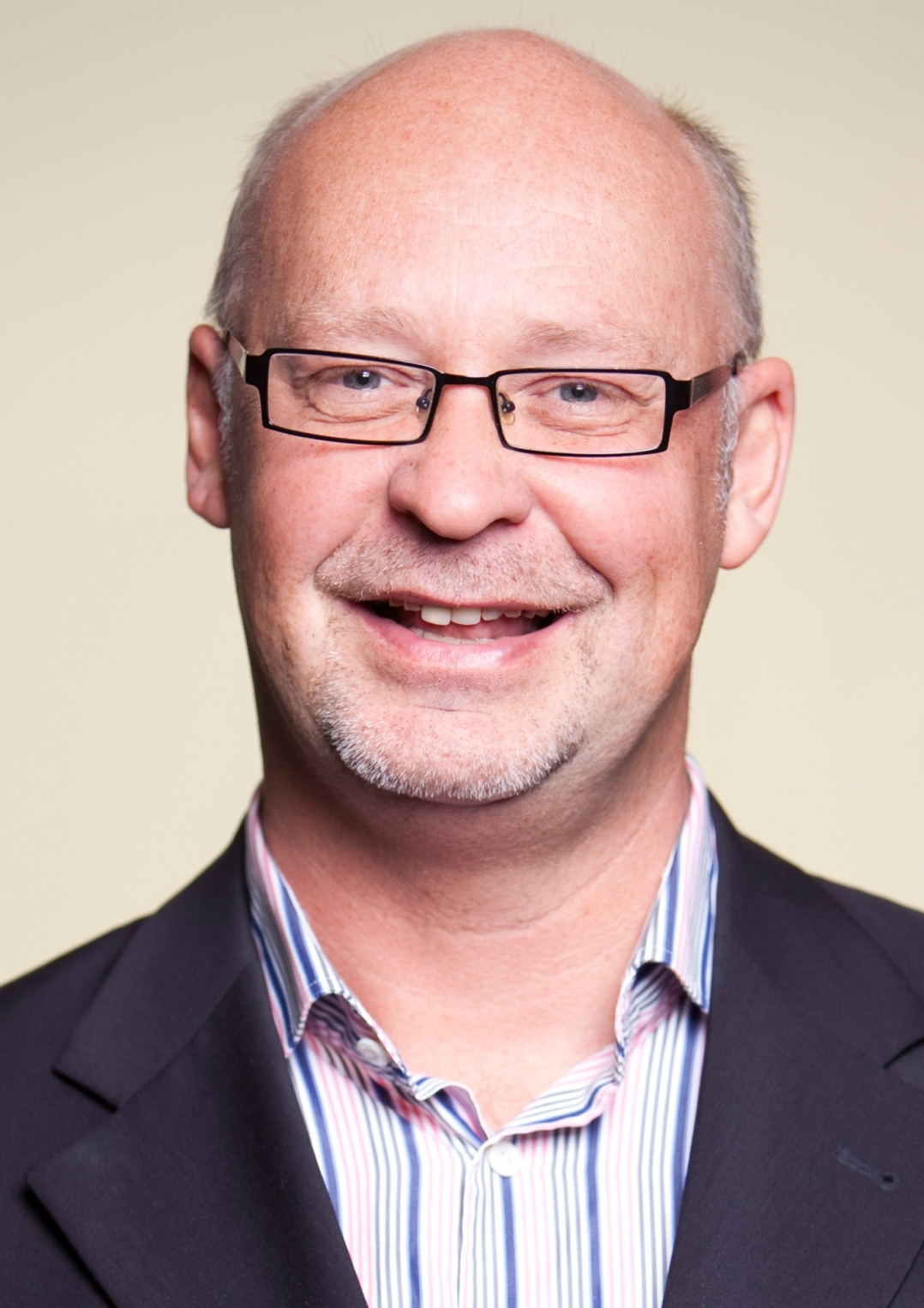
Johannes Reitmeier (2011)

Johannes Reitmeier (* 5. Oktober 1962 in Kötzting) ist ein deutscher Autor, Regisseur und Intendant.

## Leben
Zum Studium der Theaterwissenschaft, Kunstgeschichte und Bayerischen Literaturwissenschaft ging Reitmeier nach München an die Ludwig-Maximilians-Universität München, wo er auch zwei Jahre lang als Volontär in der Pressestelle der Bayerischen Staatsoper und als Lehrbeauftragter für Operndarstellung an der Hochschule für Musik und Theater München tätig war. Nach der Magisterprüfung folgten mehrere Jahre als freiberuflicher Regisseur mit Inszenierungen am Südostbayerischen Städtetheater Landshut–Passau–Straubing, am Landestheater Coburg, beim Bayreuther Jugendfestspieltreffen und den Opernfestspielen in Heidenheim an der Brenz und Zwingenberg. Außerdem wirkt er seit 1986 bei den Festspielen des Lichtenegger Bundes in Rimbach sowie seit 1988 bei den Waldfestspielen Bad Kötzting als Regisseur und Autor. Ebenso zeichnet er als Autor und Regisseur für die 1997 uraufgeführte Tirschenreuther Mundart-Passion verantwortlich. 2014 wurde erstmals sein in oberpfälzer Mundart gestaltetes Stück vom Jedermann in Tirschenreuth uraufgeführt.

## Wirken als Intendant
1996 übernahm er die Intendanz des Südostbayerischen Städtetheaters, wo er bis 2002 wirkte. Hier inszenierte er unter anderem die Musicals Der Mann von La Mancha und Hello, Dolly! sowie die deutschen Erstaufführungen der Opern Fackeltanz von Bernt Lorentzen und Oberto, Conte di San Bonifacio von Giuseppe Verdi. Im Jahre 2000 inszenierte er dort die Uraufführungen seines Musicals Nostradamus sowie des Musicals Das Cabinet des Doktor Caligari.
2002 wurde er Intendant des Pfalztheaters Kaiserslautern. Er initiierte eine Ausweitung der theaterpädagogischen Arbeit mit verstärkter Jugendarbeit, die dem Pfalztheater neue Zuschauerkreis öffnete. Mit einer Reihe von Wiederentdeckungen und Neubewertungen von einst als entartet geltenden Opern sowie Schlüsselwerken der Moderne wurde das Theater auch überregional verstärkt wahrgenommen. Beispiele dieser Produktionen sind Die Feen von Richard Wagner (2005), Flammen von Erwin Schulhoff (2008), Jonny spielt auf von Ernst Krenek (2008), Der König Kandaules von Alexander Zemlinsky (2009), Das Wunder der Heliane von Erich Wolfgang Korngold (2010) oder Das Portrait von Mieczyslaw Weinberg (deutsche Erstaufführung, 2010). Herausragende Schauspielproduktionen waren Peer Gynt von Henrik Ibsen (2002), die Einpersonen-Tragikomödie Die da von Christiane Reiff (2005), Faust I von Johann Wolfgang Goethe (2007) und Hamlet von William Shakespeare (2011). Besonderen Erfolg beim jüngeren Publikum hatte Reitmeier mit Musicals und Crossover-Produktionen wie Nostradamus, Abydos, Ludus Danielis (eine Rockoper in lateinischer Sprache über die biblische Belsazar-Erzählung nach dem mittelalterlichen Mysterienspiel), Christ 0 (nach dem Roman Der Graf von Monte Christo) und Chronik der Unsterblichen – Blutnacht (nach dem gleichnamigen Romanzyklus von Wolfgang Hohlbein), die in Zusammenarbeit mit der Kaiserslauterer Band Vanden Plas und deren Sänger Andy Kuntz produziert wurden. Dem Pfalztheater gelang durchgängig eine Platzauslastung von über 90 %.
Neben der Intendanz des Pfalztheaters war Johannes Reitmeier von 2006 bis 2008 zusätzlich Intendant der Kreuzgangspiele Feuchtwangen und wirkte weiter als Gastregisseur in anderen Häusern. Mit der Spielzeit 2012/2013 wechselte Reitmeier als Nachfolger von Kammersängerin Brigitte Fassbaender als Intendant an das Tiroler Landestheater Innsbruck. In dieser Funktion folgte ihm mit Beginn der Saison 2023/24 Irene Girkinger nach.

## Arbeiten als Autor
Reitmeier schrieb „Keryhof. Ein Bauerntheater nach Karl May“, ein mundartlich geprägtes Theaterstück, das am 27. Juni 1992 auf der Burg Leuchtenberg in Bad Kötzting uraufgeführt wurde. Regie führte Christian Höllerer. Vorlage des Stücks ist Karl Mays Der Wurzelsepp, ein Teil des Kolportageromans Der Weg zum Glück.
Zusammen mit Thomas Stammberger überarbeitete Reitmeier 1995 das Theaterstück für die Agnes-Bernauer-Festspiele in Straubing; für die Aufführungen 2003 und 2007 überarbeitete er das gemeinsame Stück und für 2011 schrieb er allein ein neues. 2003 erstellte er – wieder zusammen mit Thomas Stammberger – für die Festspielgemeinschaft Kötzting eine Mundart-Bearbeitung des Faust. Aus dem Jahr 2000 stammt sein Musical Nostradamus (zusammen mit Roger Boggasch). Für die 975-Jahr-Feier der Stadt Amberg im Jahr 2009 schuf Reitmeier das historische Stadtschauspiel Amberger Welttheater – Der Herbst des Winterkönigs, das vor der Wallfahrtskirche Maria Hilf als Freilichtaufführung gegeben wurde und im Mai 2014 erneut aufgeführt wurde. 1997 erschien erstmals die in oberpfälzischer Mundart gehaltene Tirschenruther Passion. Aus diesem Zeitraum stammt auch die Geschichte von Winsheims Tod. 2014 erschien Der Oberpfälzer Jedermann.

## Preise und Auszeichnungen
- Kulturpreis des Kulturvereins Bayerischer Wald (1991)
- Kulturförderpreis der Energieversorgung Ostbayern (1994)
- Kulturförderpreis des Bayerischen Wald-Vereins (1997)
- Waldschmidt-Preis (2007)
- Nordgaupreis des Oberpfälzer Kulturbundes (2008)
- Bezirksmedaille des Bezirks Oberpfalz
- Spittelmüllerpreis der Stiftung der Freunde und Förderer des Pfalztheaters (2012)
- Österreichischer Musiktheaterpreis in der Kategorie Beste musikalische Regie für Liliom am Tiroler Landestheater (2020)[4]